# زیردریایی یو-۵۷۳
زیردریایی یو-۵۷۳ (به انگلیسی: German submarine U-573) یک زیردریایی بود که طول آن ۶۷٫۱ متر (۲۲۰ فوت ۲ اینچ) بود. این زیردریایی در سال ۱۹۴۱ ساخته شد.